# OVW Heavyweight Championship
El Campeonato Peso Pesado de la OVW es un título de lucha libre profesional, perteneciente a la empresa Ohio Valley Wrestling (OVW), siendo el título más importante de la organización. El título fue creado en 1997 y tuvo como primer campeón a Trailer Park Trash.

## Campeón actual
El campeón actual es Atlantis Jr, quien se encuentra en su segundo reinado como campeón. Amir ganó el campeonato tras derrotar a Ca$h Flo el 26 de enero de 2023.

## Lista de campeones
| Luchador:            | Reinado n.º: | Derrotó a:                                                                                        | Fecha:                   | Lugar:                                        |
| -------------------- | ------------ | ------------------------------------------------------------------------------------------------- | ------------------------ | --------------------------------------------- |
| Trailer Park Trash   | 1            | N/A                                                                                               | 17 de agosto de 1997     | Evento en Vivo                                |
| Vacante              | N/A          | N/A                                                                                               | 1 de noviembre de 1997   | N/A                                           |
| Bill Dundee          | 1            | Ganando una Battle Royal                                                                          | 16 de noviembre de 1997  | Evento en Vivo                                |
| Rip Rogers           | 1            | Bill Dundee                                                                                       | 23 de noviembre de 1997  | Evento en Vivo                                |
| Nick Dinsmore        | 1            | Rip Rogers                                                                                        | 3 de junio de 1998       | Evento en Vivo                                |
| David C.             | 1            | Después de que Dinsmore renunciara al título                                                      | 11 de junio de 1998      | Evento en Vivo                                |
| Doug Basham          | 1            | David C.                                                                                          | 5 de julio de 1998       | Evento en Vivo                                |
| Rip Rogers           | 2            | Doug Basham                                                                                       | 13 de septiembre de 1998 | Evento en Vivo                                |
| Doug Basham          | 2            | Rip Rogers                                                                                        | 29 de diciembre de 1998  | Evento en Vivo                                |
| Rip Rogers           | 3            | Doug Basham                                                                                       | 3 de enero de 1999       | Evento en Vivo                                |
| Rod Steele           | 1            | Rip Rogers                                                                                        | 2 de febrero de 1999     | Evento en Vivo                                |
| Nick Dinsmore        | 2            | Rod Steele                                                                                        | 18 de abril de 1999      | Evento en Vivo                                |
| Rob Conway           | 1            | Nick Dinsmore                                                                                     | 28 de abril de 1999      | Evento en Vivo                                |
| Nick Dinsmore        | 3            | Rob Conway                                                                                        | 7 de mayo de 1999        | Evento en Vivo                                |
| Damaja               | 1            | Nick Dinsmore                                                                                     | 8 de junio de 1999       | Evento en Vivo                                |
| Rob Conway           | 2            | Damaja                                                                                            | 17 de agosto de 1999     | Evento en Vivo                                |
| Rico Constantino     | 1            | Rob Conway                                                                                        | 10 de noviembre de 1999  | Evento en Vivo                                |
| Flash Flanagan       | 1            | Rico Constantino                                                                                  | 26 de diciembre de 1999  | Evento en Vivo                                |
| Rico Constantino     | 2            | Flash Flanagan                                                                                    | 16 de febrero de 2000    | Evento en Vivo                                |
| Flash Flanagan       | 2            | Rico Constantino                                                                                  | 17 de febrero de 2000    | Evento en Vivo                                |
| Damaja               | 2            | Flash Flanagan                                                                                    | 4 de abril de 2000       | Evento en Vivo                                |
| Nick Dinsmore        | 4            | Damaja                                                                                            | 24 de mayo de 2000       | Evento en Vivo                                |
| Flash Flanagan       | 3            | Nick Dinsmore                                                                                     | 8 de julio de 2000       | Evento en Vivo                                |
| Nick Dinsmore        | 5            | Flash Flanagan                                                                                    | 4 de agosto de 2000      | Evento en Vivo                                |
| Rob Conway           | 3            | Nick Dinsmore                                                                                     | 6 de septiembre de 2000  | Evento en Vivo                                |
| Nick Dinsmore        | 6            | Rob Conway                                                                                        | 25 de octubre de 2000    | Evento en Vivo                                |
| Rico Constantino     | 3            | Nick Dinsmore                                                                                     | 27 de febrero de 2001    | Evento en Vivo                                |
| Flash Flanagan       | 4            | Rico Constantino                                                                                  | 4 de abril de 2001       | Bluegrass Brawl                               |
| Doug Basham          | 3            | Flash Flanagan                                                                                    | 25 de julio de 2001      | OVW TV Tapings                                |
| Leviathan            | 1            | Doug Basham                                                                                       | 28 de noviembre de 2001  | OVW TV Tapings                                |
| The Prototype        | 1            | Leviathan                                                                                         | 20 de febrero de 2002    | OVW TV Tapings                                |
| Nova                 | 1            | The Prototype                                                                                     | 15 de mayo de 2002       | Evento en Vivo                                |
| Damaja               | 3            | Nova                                                                                              | 6 de noviembre de 2002   | Evento en Vivo                                |
| Nick Dinsmore        | 7            | Damaja y Doug Basham                                                                              | 19 de febrero de 2003    | Evento en Vivo                                |
| Doug Basham          | 4            | Nick Dinsmore                                                                                     | 9 de abril de 2003       | OVW TV Tapings                                |
| Damaja               | 4            | Doug Basham                                                                                       | 30 de julio de 2003      | OVW TV Tapings                                |
| Rob Conway           | 4            | Damaja                                                                                            | 13 de agosto de 2003     | OVW TV Tapings                                |
| Johnny Jeter         | 1            | Rob Conway                                                                                        | 13 de agosto de 2003     | OVW TV Tapings                                |
| Mark Magnus          | 1            | Johnny Jeter                                                                                      | 15 de octubre de 2003    | OVW TV Tapings                                |
| Vacante              | N/A          | Después de un combate entre Magnus, Dinsmore y Jeter                                              | 10 de diciembre de 2003  | N/A                                           |
| Nick Dinsmore        | 8            | Johnny Jeter                                                                                      | 7 de enero de 2004       | OVW TV Tapings                                |
| Matt Morgan          | 1            | Nick Dinsmore                                                                                     | 14 de abril de 2004      | OVW TV Tapings                                |
| Chris Cage           | 1            | Matt Morgan                                                                                       | 13 de octubre de 2004    | OVW TV Tapings                                |
| Chad Toland          | 1            | Chris Cage                                                                                        | 1 de diciembre de 2004   | OVW TV Tapings                                |
| Elijah Burke         | 1            | Chad Toland                                                                                       | 8 de diciembre de 2004   | OVW TV Tapings                                |
| Matt Morgan          | 2            | Elijah Burke                                                                                      | 13 de abril de 2005      | OVW TV Tapings                                |
| Brent Albright       | 1            | Matt Morgan                                                                                       | 27 de abril de 2005      | OVW TV Tapings                                |
| Johnny Jeter         | 2            | Brent Albright                                                                                    | 3 de agosto de 2005      | OVW TV Tapings                                |
| Matt Cappotelli      | 1            | Johnny Jeter                                                                                      | 9 de noviembre de 2005   | OVW TV Tapings                                |
| Vacante              | N/A          | Debido a que Cappotelli entregó su título a causa de un tumor cerebral                            | 8 de febrero de 2006     | Evento en Vivo                                |
| Brent Albright       | 2            | CM Punk                                                                                           | 1 de marzo de 2006       | OVW TV Tapings                                |
| CM Punk              | 1            | Brent Albright                                                                                    | 3 de mayo de 2006        | OVW TV Tapings                                |
| Chet the Jett        | 1            | CM Punk                                                                                           | 30 de agosto de 2006     | OVW TV Tapings                                |
| Jacob Duncan         | 1            | Chet the Jet                                                                                      | 25 de octubre de 2006    | -OVW TV Tapings                               |
| Chet the Jett        | 2            | Jacob Duncan                                                                                      | 13 de diciembre de 2006  | OVW TV Tapings                                |
| Paul Burchill        | 1            | Chet the Jet                                                                                      | 13 de diciembre de 2006  | Evento en Vivo                                |
| Cody Runnels         | 1            | Paul Burchill                                                                                     | 17 de febrero de 2007    | Evneto en Vivo                                |
| Paul Burchill        | 2            | Cody Runnels                                                                                      | 18 de febrero de 2007    | Evento en Vivo                                |
| Idol Stevens         | 1            | Paul Burchill                                                                                     | 14 de marzo de 2007      | Evento en Vivo                                |
| Paul Burchill        | 3            | Idol Stevens                                                                                      | 9 de mayo de 2007        | Evento en Vivo                                |
| Vacante              | N/A          | Debido a que la lucha entre Burchill y Stevens concluyó con doble pinfall                         | 23 de mayo de 2007       | Evento en Vivo                                |
| Jay Bradley          | 1            | Paul Burchill y "Idol" Stevens                                                                    | 1 de junio de 2007       | Evento en Vivo                                |
| Paul Burchill        | 4            | Jay Bradley                                                                                       | 27 de junio de 2007      | Evento en Vivo                                |
| Vladimir Kozlov      | 1            | Paul Burchill                                                                                     | 28 de julio de 2007      | Evento en Vivo                                |
| Michael W. Kruel     | 1            | Vladimir Kozlov                                                                                   | 28 de julio de 2007      | Evento en Vivo                                |
| Matt Sydal           | 1            | Michael W. Kruel                                                                                  | 5 de diciembre de 2007   | Evento en Vivo                                |
| Jay Bradley          | 2            | Matt Sydal                                                                                        | 13 de febrero de 2008    | Evento en Vivo                                |
| Nick Dinsmore        | 9            | Jay Bradley                                                                                       | 20 de febrero de 2008    | Evento en Vivo                                |
| Anthony Bravado      | 1            | Nick Dinsmore                                                                                     | 25 de junio de 2008      | Evento en Vivo                                |
| Ryback               | 1            | Anthony Bravado                                                                                   | 15 de octubre de 2008    | Evento en Vivo                                |
| Anthony Bravado      | 2            | Ryback                                                                                            | 29 de octubre de 2008    | Evento en Vivo                                |
| Idol Stevens         | 2            | Anthony Bravado                                                                                   | 26 de noviembre de 2008  | Evento en Vivo                                |
| Vaughn Lilas         | 1            | Idol Stevens                                                                                      | 14 de enero de 2009      | Evento en Vivo                                |
| APOC                 | 1            | Vaughn Lilas                                                                                      | 4 de febrero de 2009     | Evento en Vivo                                |
| Vaughn Lilas         | 2            | APOC                                                                                              | 22 de abril de 2009      | Evento en Vivo                                |
| APOC                 | 2            | Vaughn Lilas                                                                                      | 13 de mayo de 2009       | Evento en Vivo                                |
| Lowrider             | 1            | APOC                                                                                              | 18 de julio de 2009      | Evento en Vivo                                |
| Moose                | 1            | Lowrider                                                                                          | 6 de enero de 2010       | OVW TV Tapings                                |
| Beef Wellington      | 1            | Moose                                                                                             | 27 de febrero de 2010    | Evento en Vivo                                |
| Mike Mondo           | 1            | Beef Wellington                                                                                   | 31 de mayo de 2010       | Evento en Vivo                                |
| James "Moose" Thomas | 2            | Mike Mondo y Beef Wellington                                                                      | 18 de junio de 2010      | OVW TV Tapings                                |
| Lowrider             | 2            | James "Moose" Thomas                                                                              | 31 de julio de 2010      | Evento en Vivo                                |
| Cliff Compton        | 1            | Mike Mondo y Matt Barela                                                                          | 8 de enero de 2011       | Evento en Vivo                                |
| Mike Mondo           | 2            | Cliff Compton y Matt Barela                                                                       | 5 de marzo de 2011       | Evento en Vivo                                |
| Vacante              | N/A          | Debido a que Mondo atacó al dueño de OVW Danny Davis                                              | 4 de mayo de 2011        | OVW TV Tapings                                |
| Cliff Compton        | 2            | Mike Mondo                                                                                        | 14 de mayo de 2011       | Evento en Vivo                                |
| Elvis Predimoore     | 1            | Cliff Compton                                                                                     | 25 de mayo de 2011       | OVW TV Tapings                                |
| Vacante              | N/A          | Predimoore lo dejó vacante al enterarse de que Mike Mondo interfirió en su lucha                  | 1 de junio de 2011       | OVW TV Tapings                                |
| Jason Wayne          | 1            | Mike Mondo                                                                                        | 2 de julio de 2011       | OVW TV Tapings                                |
| Nick Dinsmore        | 10           | Jason Wayne                                                                                       | 26 de octubre de 2011    | OVW TV Tapings                                |
| Rudy Switchblade     | 1            | Nick Dinsmore, Jason Wayne, Rocco Bellagio, Adam Revolver, Ted McNaler, James Thomas y Mike Mondo | 2 de noviembre de 2011   | OVW TV Tapings                                |
| Johnny Spade         | 1            | Rudy Switchblade                                                                                  | 3 de marzo de 2012       | OVW Saturday Night Special                    |
| Rob Terry            | 1            | Johnny Spade                                                                                      | 12 de mayo de 2012       | OVW Saturday Night Special                    |
| Vacante              | N/A          | Por decisión de la Junta Directiva de OVW                                                         | 27 de junio de 2012      | OVW TV Tapings                                |
| Johnny Spade         | 2            | Rob Terry                                                                                         | 7 de julio de 2012       | OVW Saturday Night Special                    |
| Crimson              | 1            | Johnny Spade                                                                                      | 12 de septiembre de 2012 | OVW TV Tapings                                |
| Rob Terry            | 2            | Crimson                                                                                           | 1 de diciembre de 2012   | OVW Saturday Night Special                    |
| Doug Williams        | 1            | Rob Terry                                                                                         | 30 de enero de 2013      | OVW TV Tapings                                |
| Jamin Olivencia      | 1            | Doug Williams                                                                                     | 10 de abril de 2013      | OVW TV Tapings                                |
| Vacante              |              |                                                                                                   | 4 de diciembre de 2013   |                                               |
| Jamin Olivencia      | 2            | Johnny Spade                                                                                      | 7 de diciembre de 2013   | OVW Saturday Night Special                    |
| Marcus Anthony       | 1            | Jamin Olivencia                                                                                   | 4 de enero de 2014       | OVW Saturday Night Special                    |
| Jamin Olivencia      | 3            | Marcus Anthony                                                                                    | 10 de mayo de 2014       | OVW Saturday Night Special                    |
| Marcus Anthony       | 2            | Jamin Olivencia                                                                                   | 5 de julio de 2014       | OVW Saturday Night Special                    |
| Melvin Maximus       | 1            | Marcus Anthony                                                                                    | 2 de agosto de 2014      | OVW Saturday Night Special                    |
| Cliff Compton        | 3            | Melvin Maximus y Marcus Anthony                                                                   | 4 de octubre de 2014     | OVW Saturday Night Special                    |
| Adam Revolver        | 1            | Cliff Compton                                                                                     | 6 de diciembre de 2014   | OVW Saturday Night Special                    |
| Mohamad Ali Vaez     | 1            | Adam Revolver                                                                                     | 7 de febrero de 2015     | OVW Saturday Night Special                    |
| Eddie Diamond        | 1            | Cliff Compton                                                                                     | 29 de abril de 2015      | OVW TV Tapings                                |
| Chris Silvio         | 1            | Eddie Diamond                                                                                     | 24 de julio de 2015      | OVW Friday Night Fights 2                     |
| Ryan Howe            | 1            | Chris Silvio                                                                                      | 5 de diciembre de 2015   | OVW Saturday Night Special                    |
| Rob Conway           | 5            | Ryan Howe                                                                                         | 9 de diciembre de 2015   | OVW TV Tapings                                |
| Ryan Howe            | 2            | Rob Conway                                                                                        | 2 de enero de 2016       | OVW Saturday Night Special                    |
| Devin Driscoll       | 1            | Ryan Howe                                                                                         | 19 de marzo de 2016      | Live event                                    |
| Vacante              | —            | Por el fundador de OWV Danny Davis                                                                | 16 de abril de 2016      | Live event                                    |
| Big Jon              | 1            | Derrotó a Rocco Bellagio para gananar el título vacante                                           | 16 de abril de 2016      | Live event                                    |
| Rocco Bellagio       | 1            | Big Jon                                                                                           | 14 de mayo de 2016       | OVW Saturday Night Special                    |
| Big Jon              | 2            | Rocco Bellagio                                                                                    | 1 de abril de 2017       | OVW Saturday Night Special                    |
| Adam Revolver        | 2            | Big Jon                                                                                           | 1 de julio de 2017       | OVW Saturday Night Special                    |
| Tyler Matrix         | 1            | Adam Revolver                                                                                     | 2 de septiembre de 2017  | OVW Saturday Night Special                    |
| Michael Hayes        | 1            | Tyler Matrix                                                                                      | 4 de noviembre de 2017   | OVW Saturday Night Special                    |
| Randy Royal          | 1            | Michael Hayes                                                                                     | 14 de febrero de 2018    | OVW TV Tapings                                |
| Michael Hayes        | 2            | Randy Royal                                                                                       | 3 de marzo de 2018       | OVW Saturday Night Special                    |
| Amon                 | 1            | Michael Hayes                                                                                     | 7 de julio de 2018       | OVW Saturday Night Special                    |
| Abyss                | 1            | Amon                                                                                              | 25 de julio de 2018      | OVW TV Tapings                                |
| Vacante              |              |                                                                                                   | 1 de agosto de 2018      |                                               |
| Abyss                | 2            | Justin Smooth                                                                                     | 10 de octubre de 2018    | OVW 1000                                      |
| Tony Gunn            | 1            | Abyss                                                                                             | 30 de enero de 2019      | OVW TV Tapings                                |
| Dimes                | 1            | Tony Gunn                                                                                         | 17 de abril de 2019      | OVW TV Tapings                                |
| Justin Smooth        | 1            | Dimes                                                                                             | 24 de abril de 2019      | OVW TV Tapings                                |
| Michael Hayes        | 3            | Justin Smooth                                                                                     | 15 de mayo de 2019       | OVW TV Tapings                                |
| Justin Smooth        | 2            | Michael Hayes                                                                                     | 1 de junio de 2019       | OVW Saturday Night Special                    |
| Maximus Khan         | 1            | Justin Smooth                                                                                     | 1 de febrero de 2020     | OVW Saturday Night Special                    |
| Tony Gunn            | 2            | Maximus Khan                                                                                      | 7 de marzo de 2020       | OVW Saturday Night Special                    |
| Brian Pillman Jr.    | 1            | Tony Gunn                                                                                         | 5 de diciembre de 2020   | OVW Christmas Chaos                           |
| Vacante              |              | Pillman dejó vacante el campeonato debido a sus compromisos con AEW.                              | 2 de enero de 2021       |                                               |
| Omar Amir            | 1            | Ganó el Nightmare Rumble 2021.                                                                    | 9 de enero de 2021       | OVW Nightmare Rumble 2021                     |
| Ca$h Flo             | 1            | Omar Amir                                                                                         | 6 de mayo de 2021        | OVW TV Taping                                 |
| Omar Amir            | 2            | Ca$h Flo                                                                                          | 26 de junio de 2021      | Saturday Night Special - Chained Carnage 2021 |

## Reinados más largos
| Luchador        | Días | Fecha en que ganó       | Fecha en que perdió    | Notas              |
| --------------- | ---- | ----------------------- | ---------------------- | ------------------ |
| Jamin Olivencia | 241  | 10 de abril de 2013     | 4 de diciembre de 2013 | Su primer reinado. |
| Rip Rogers      | 192  | 23 de noviembre de 1997 | 3 de junio de 1998     | Su primer reinado  |
| Matt Morgan     | 182  | 14 de abril de 2004     | 13 de octubre de 2004  | Su primer reinado  |
| Nova            | 175  | 15 de mayo de 2002      | 6 de noviembre de 2002 | Su primer reinado. |
| Lowrider        | 172  | 18 de julio de 2009     | 6 de enero de 2010     | Su primer reinado. |

## Mayor cantidad de reinados
- 10 veces: Nick Dinsmore.
- 5 veces: Rob Conway
- 4 veces: Flash Flanagan, Doug Basham, Damaja y Paul Burchill.
- 3 veces: Rip Rogers, Rico Constantino, Jamin Olivencia y Cliff Compton,.
- 2 veces: Matt Morgan, Johnny Jeter, Brent Albright, Chet the Jet, Jay Bradley, Anthony Bravado, Idol Stevens, APOC, Vaghn Lilas, Moose, Lowrider, Mike Mondo, Johnny Spade, Rob Terry, Marcus Anthony y Ryan Howe.